# Spiegelprinzipal

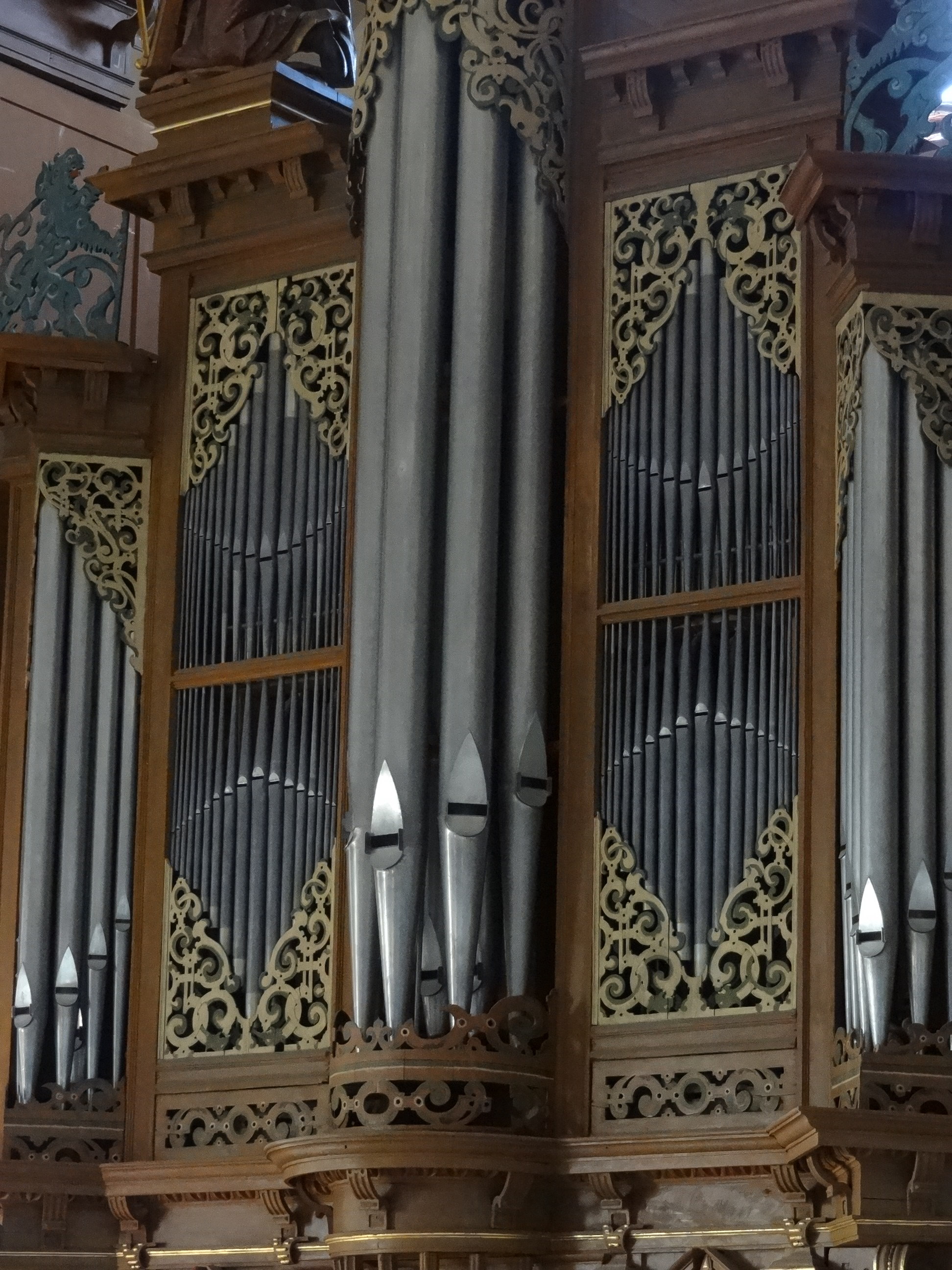
Die unteren Pfeifen sind spiegelbildlich angebracht und hängen mit dem Kopf nach unten (Marienstiftskirche Lich)

Das Spiegelprinzipal ist ein doppelt besetztes Prinzipalregister einer Orgel, das spiegelbildlich im Prospekt angebracht ist.

## Geschichte

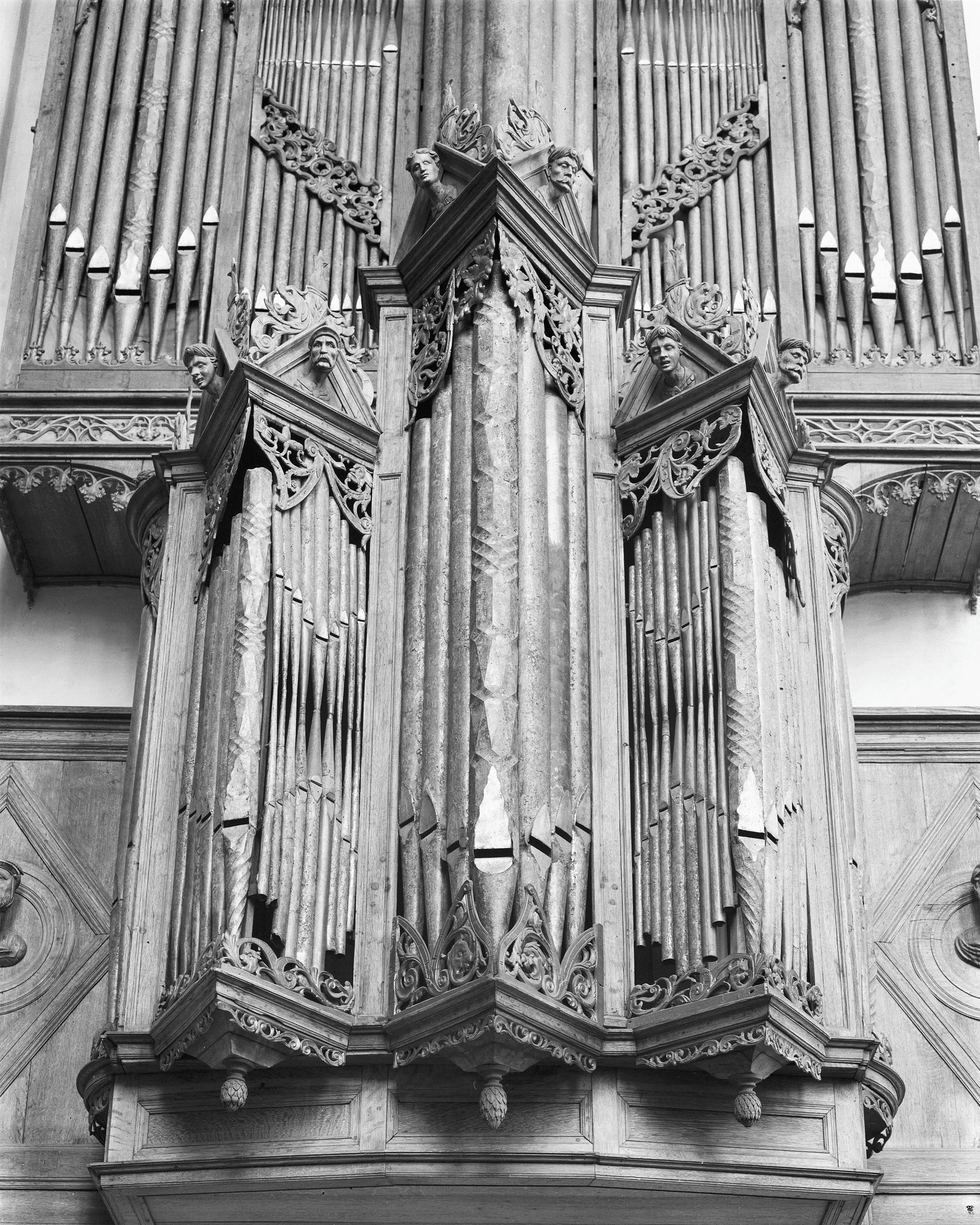
Aufeinandergelötete Pfeifenfüße, im Rückpositiv in den Ecktürmen, im Hauptwerk in Flachfeldern (Middelburg, Chorkirche)

Bereits in der Spätgotik wurden Prinzipalregister mehrfach besetzt. Besonders um 1480 bis etwa 1520 begegnen doppelte Prinzipale in spätgotischen Orgelwerken. Früheste Beispiele finden sich in der Zwoller Liebfrauenbasilika (1447 Meister Vastart und 1454 Jacob van Bilsteyn) und in der Abtei Middelburg (1480 Peter Gerritsz). Das Spiegelprinzipal begegnet erstmals im spätgotischen Orgelbau in Brabant. Die Bauweise erfuhr in der Renaissance und im Frühbarock ihren Höhepunkt und war Ausdruck einer meisterschaftlichen Handwerkskunst. Das Spiegelprinzipal kam für den Diskantbereich zum Einsatz und trat nicht selten zusammen mit ziselierten und bossierten Prospektpfeifen auf. Im Brabanter Orgelbau wurden die Pfeifenfüße des Spiegelprinzipals zusammengelötet, so auch im Rückpositiv der großen Orgel von St. Johannis, Lüneburg, die Hendrik Niehoff im Jahr 1553 schuf.
Da im Zeitalter des Klassizismus und vor allem in der Romantik der Flächenprospekt Einzug hielt, verschwand diese alte Technik. Erst bei neueren Orgeln werden Spiegelfelder vor allem wieder von Orgelbauern eingesetzt, die dem historischen Orgelbau verpflichtet sind.

## Bauweise
Das Spiegelprinzipal wird in der Regel in den Flachfeldern, seltener in Pfeifentürmen eingesetzt. Die Einzelpfeife wird wie das herkömmliche Prinzipal gebaut, aber im Diskantbereich zweifach besetzt. Ein Pfeifenpaar derselben Tonhöhe wird jeweils spiegelbildlich montiert. Für die Befestigung der nach unten hängenden Pfeife gibt es zwei verschiedene Bauweisen. Wird ein Pfeifenstock eingesetzt, ruht die eine Pfeife wie gewöhnlich aufrecht auf dem Stock, während die hängende Pfeife von unten gegen ein (beledertes) Loch an der Unterseite des Pfeifenstocks gedrückt wird. Sie wird durch einen aufgelöteten Bügel an der Rückseite, der an einem Stift auf einer Leiste befestigt wird, vor dem Herausfallen geschützt. Alternativ wird auf den Pfeifenstock verzichtet und werden die Pfeifenfüße zusammengelötet. Die Windzufuhr erfolgt dann über Bleiröhrchen (sogenannte „Kondukte“).

## Beispiele
| Jahr           | Ort                     | Kirche                              | Bild | Orgelbauer                                              | Manuale | Register | Anmerkungen |
| -------------- | ----------------------- | ----------------------------------- | ---- | ------------------------------------------------------- | ------- | -------- | --- |
| 1479           | Middelburg              | Onze-Lieve-Vrouwe Abdij, Chorkirche |      | Peter Gerritsz                                          | II/P    | 5        | ursprünglich in der Utrechter Nicolaïkerk; beide Manuale bedienen ein Blockwerk (VII–XVIII im Hauptwerk; IV–VIII im Oberwerk); |
| 1551–1553      | Lüneburg                | St. Johannis, große Orgel           |      | Hendrik Niehoff/Jasper Johansen                         | III/P   | 26       | → Orgeln von St. Johannis (Lüneburg)                                                                                           |
| 1557           | Brouwershaven           | Grote of Sint-Nicolaaskerk          |      | Hendrik Niehoff?                                        | II/P    |          | Zuschreibung |
| 1556–1563      | Abcoude                 | Katholische Kirche                  |      | Hendrik Niehoff                                         | II/P    | 18       | Spiegelprinzipal in den Spitztürmen des Rückpositivs                                                                           |
| 1614           | Butzbach                | Markuskirche                        |      | Georg Wagner                                            | II/P    |          | historischer Prospekt → Orgel                                                                                                  |
| 1618           | ’s-Hertogenbosch        | St.-Johannes-Kathedrale             |      | Florentius Hocque                                       | III/P   | 35       | |
| 1621–1624      | Lich                    | Marienstiftskirche Lich             |      | Georg Wagner                                            | II/P    | 20       | historischer Prospekt → Orgeln                                                                                                 |
| 1628/1638–1643 | Leiden                  | Pieterskerk                         |      | Jacob Jansz/Jan Jacobs Lin, Galtus Germer van Hagerbeer | III/P   | 35       | |
| 1638–1645      | Alkmaar                 | Laurenskerk                         |      | Galtus Germer und Jacobus van Hagerbeer                 | III/P   | 40       | |
| 1732           | Berchum                 | Ev. Kirche                          |      | unbekannt                                               | II/P    | 12       | historischer Prospekt mit Spiegelprinzipal → Orgel der Berchumer Kirche                                                        |
| um 1740        | Kempten (Allgäu)        | Kloster Heiligkreuz                 |      | unbekannt                                               | I/P     | 12       | |
| 1960–1961      | Aurich                  | Lambertikirche, Hauptorgel          |      | Ahrend & Brunzema                                       | II/P    | 25       | 2023 erweitert auf III/29 → Orgel                                                                                              |
| 1967           | Northeim                | Corviniuskirche                     |      | Rudolf Janke                                            | III/P   | 29       | Spiegelprinzipal im Rückpositiv                                                                                                |
| 1982           | Bellaire (Texas)        | Presbyterian Church                 |      | Rudolf Janke                                            | II/P    | 17       | |
| 1982           | Kristiansand (Norwegen) | Ev.-luth. Freikirche                |      | Rudolf Janke                                            | II/P    | 17       | baugleich mit Jankes Instrument in Bellaire                                                                                    |
| 1987           | Münster                 | St.-Paulus-Dom                      |      | Johannes Klais Orgelbau                                 | IV/P    | 74       | → Orgeln des St.-Paulus-Doms                                                                                                   |
| 2000           | Leicester               | St Joseph’s R C Church              |      | Lammermuir                                              | II/P    | 15       | [ 10 ] |
| 2003           | Stiepel                 | Dorfkirche Stiepel                  |      | Harm Dieder Kirschner                                   | II/P    | 15       | Spiegelprinzipal im Prospekt hinter den Bass- und Tenortürmen                                                                  |
| 2012           | Ditzingen               | Neuapostolische Kirche              |      | Wiedenmann                                              | II/P    | 10       | [ 12 ] |